# Kéménysarlósfecske
A kéménysarlósfecske (Chaetura pelagica) a madarak osztályának sarlósfecske-alakúak (Apodiformes) rendjébe és a sarlósfecskefélék (Apodidae) családjába tartozó faj.

## Rendszerezése
A fajt Carl von Linné svéd természettudós írta le 1758-ban, a Hirundo nembe Hirundo Pelagica néven.

## Előfordulása
Kanadában és az Amerikai Egyesült Államok keleti területein költ, telelni Peruig vonul. Természetes élőhelyei a mérsékelt övi erdők, szubtrópusi és trópusi síkvidéki esőerdők és mangroveerdők, vizek közelében, valamint városi régiók. Állandó, nem vonuló faj.

## Megjelenése
Testhossza 14 centiméter. Hosszú, keskeny szárnya és rövid, szögletes farka van.
|  |

## Életmódja
Élete nagy részét a levegőben tölti, táplálékát is repülő rovarok teszik ki.

## Szaporodása
Jellemzően kéményekbe fészkel, bár más szerkezetek, például üreges fatörzseket is használ. Fészekalja 2-7 tojásból áll.

## Természetvédelmi helyzete
Az elterjedési területe rendkívül nagy, de csökken, egyedszáma is nagy, de szintén csökken. A Természetvédelmi Világszövetség Vörös listáján veszélyeztetett fajként szerepel.